# Antoni Wawrzyniecki
Antoni Wawrzyniecki (ur. 1879, zm. 5 maja 1956 we Włocławku) – prawnik, prezydent Włocławka w latach 1919–1920, zastępca senatora wybrany z  województwa warszawskiego w 1935 roku.
Sędzia, później adwokat, działacz społeczny. Współorganizator Klubu Radykalnej Inteligencji. Radny, wiceprzewodniczący, a później przewodniczący Rady Miejskiej we Włocławku.
W okresie Polski Ludowej współorganizator miejscowych struktur Stronnictwa Demokratycznego. W 1945 r. wiceprzewodniczący Miejskiej Rady Narodowej.
Pochowany na Cmentarzu Komunalnym we Włocławku.